# 巴倫傑克里克 (馬里蘭州)
巴倫傑克里克（英語：Ballenger Creek）是位於美國馬里蘭州弗雷德里克縣的一個普查規定居民點。

## 人口
根據2020年美國人口普查的數據，巴倫傑克里克的面積為28.00平方千米，當中陸地面積為27.96平方千米，而水域面積為0.04平方千米。當地共有人口24999人，而人口密度為每平方千米892.82人。